# Kótay Pál (építészmérnök)
Kótay Pál, névváltozat: Kótaji (Zsarolyán, 1868. július 8. – Szatmárnémeti, 1934. augusztus 16.) magyar építész.

## Élete
Szülei: Kótaji Lajos tanító és Gatsályi Mária. Tanulmányait a szatmárnémeti református gimnáziumban, majd a királyi katolikus főgimnáziumban végezte. Kezdetben Budapesten, később Szegeden dolgozott. Beregi-háza jellegzetességei a téglaszalagok, sorminták, sgraffitók és pirogránit faldíszeken népművészeti virágmotívumok.
Tervezői munkája mellett a szegedi faipari szakiskola tanáraként is működött. 12-15 verset is írt élete során, a Szamos folyóiratban pedig rendszeresen közölt kisebb-nagyobb tanulmányokat. A református egyháznak évtizedeken át presbitere és szakértő mérnöke, a református leányközépiskolák igazgatói tanácsainak, a Kölcsey Körnek és a Polgári Társaskörnek a választmányi tagja volt.
1934-ben, hosszas, influenza okozta betegeskedés után hunyt el 66 éves korában.

## Ismert épületei
- 1896: árvaház bővítése új szárnnyal, Szeged (Víg Alberttel közös munka)[8]
- 1900: Tóth-palota, Szeged, Tisza Lajos krt. 33.[9]
- 1902–1903: Raffay-ház, Szeged, Lechner tér 2/a.[10]
- 1902–1903: Szígyártó-ház, Szeged, Lechner tér 2/b.[10]
- 1902–1903:[11] Beregi-ház, Szeged, Deák Ferenc utca 22.[5][12]
- 1903: a Tisza Szálló Rt. épületbővítése, Szeged, Deák Ferenc u. 15.[13]
- 1906: DMKE (Délmagyarországi Magyar Közművelődési Egyesület)-palota, Szeged, Tisza Lajos körút 103. (Korb Flórissal közös munka)[14]

## Képtár

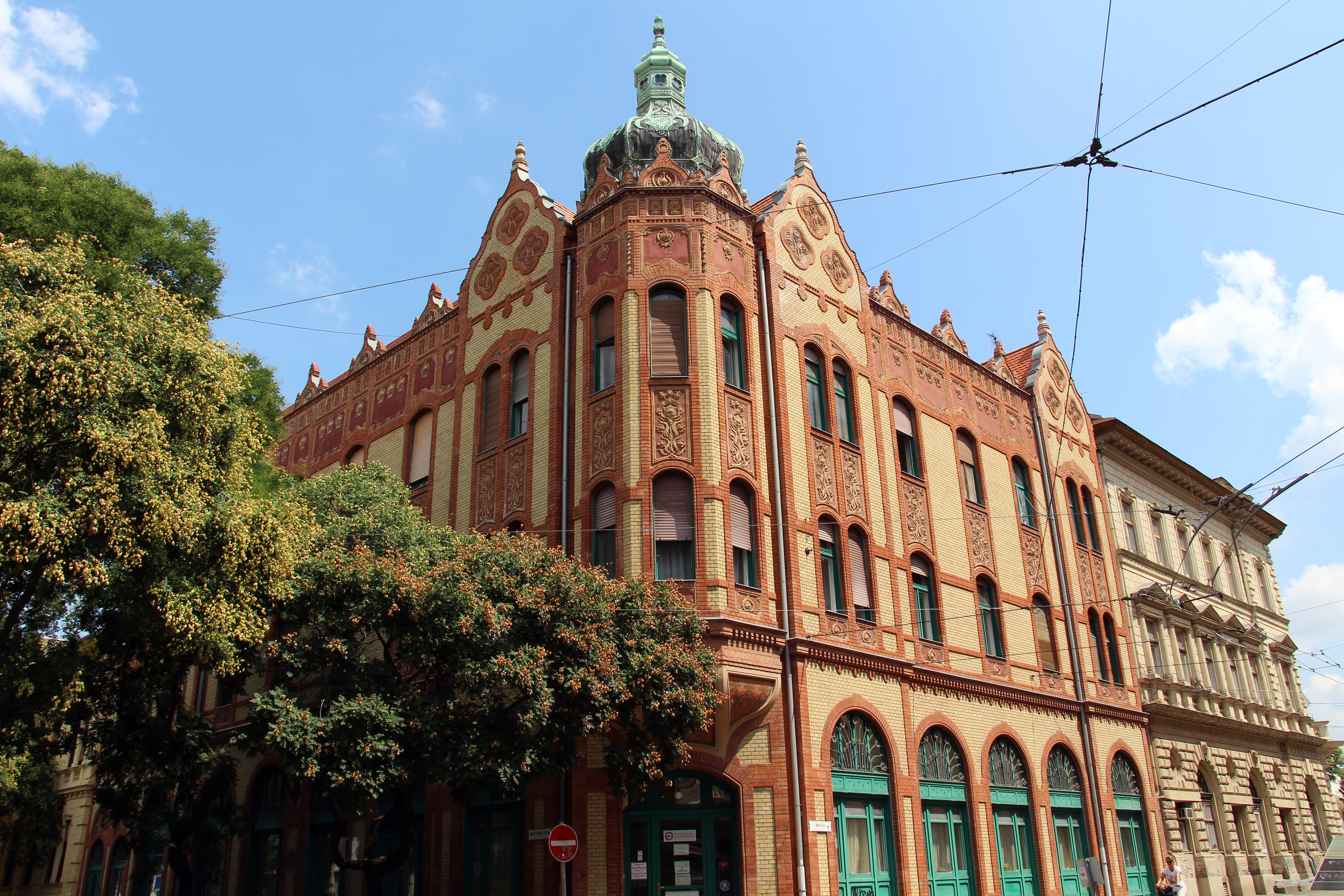
Beregi-ház
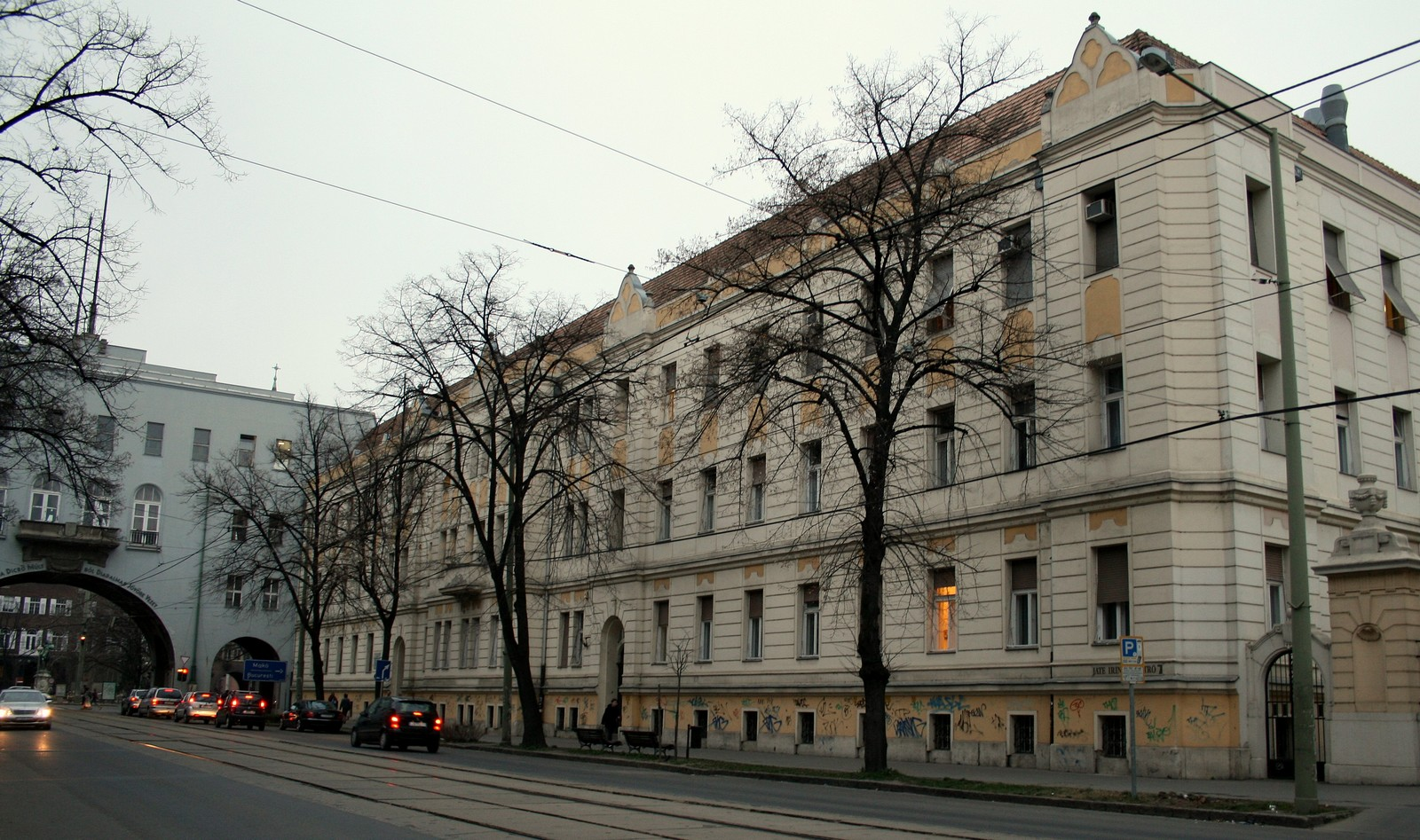
DMKE-palota
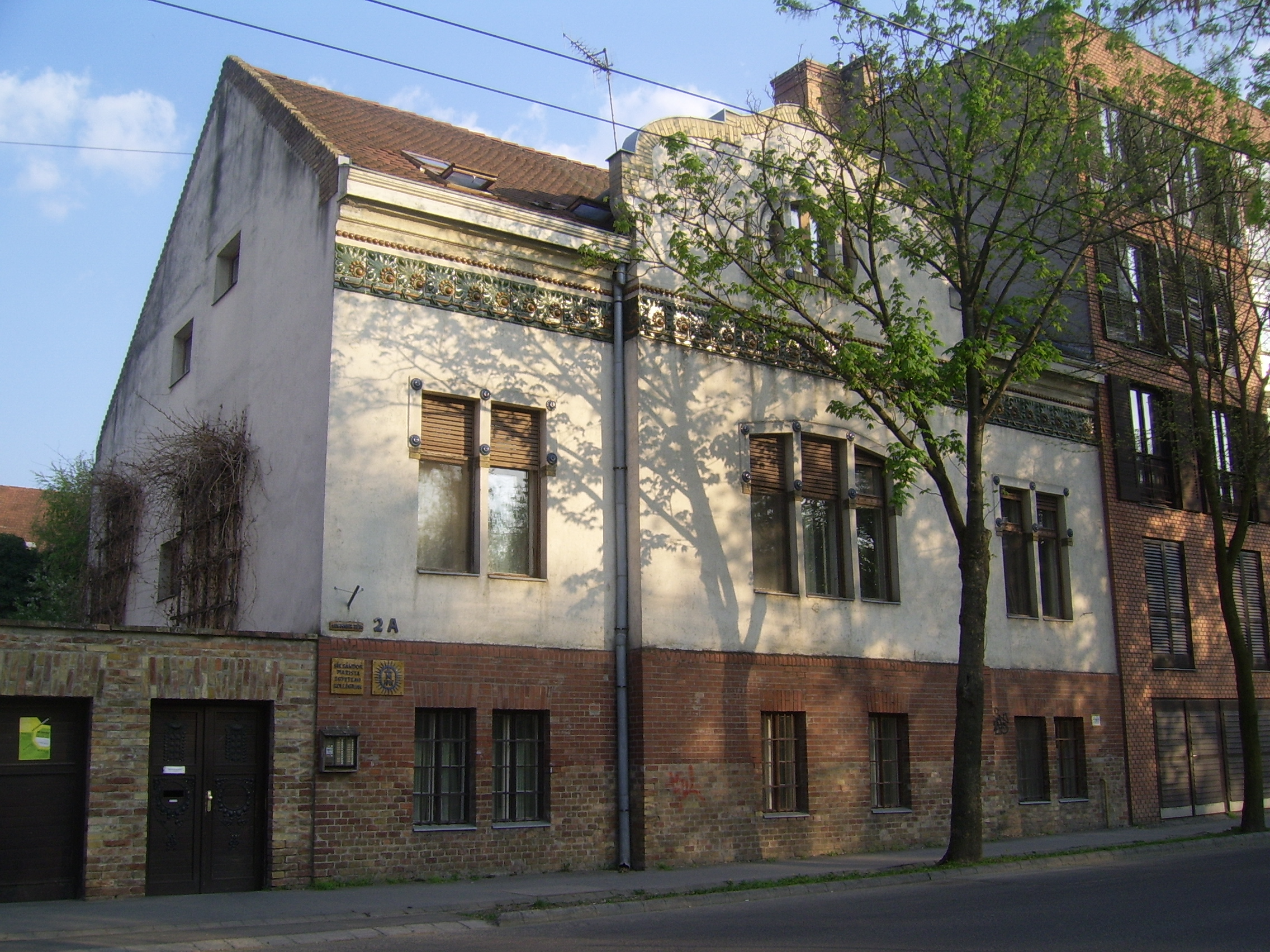
Raffay-ház
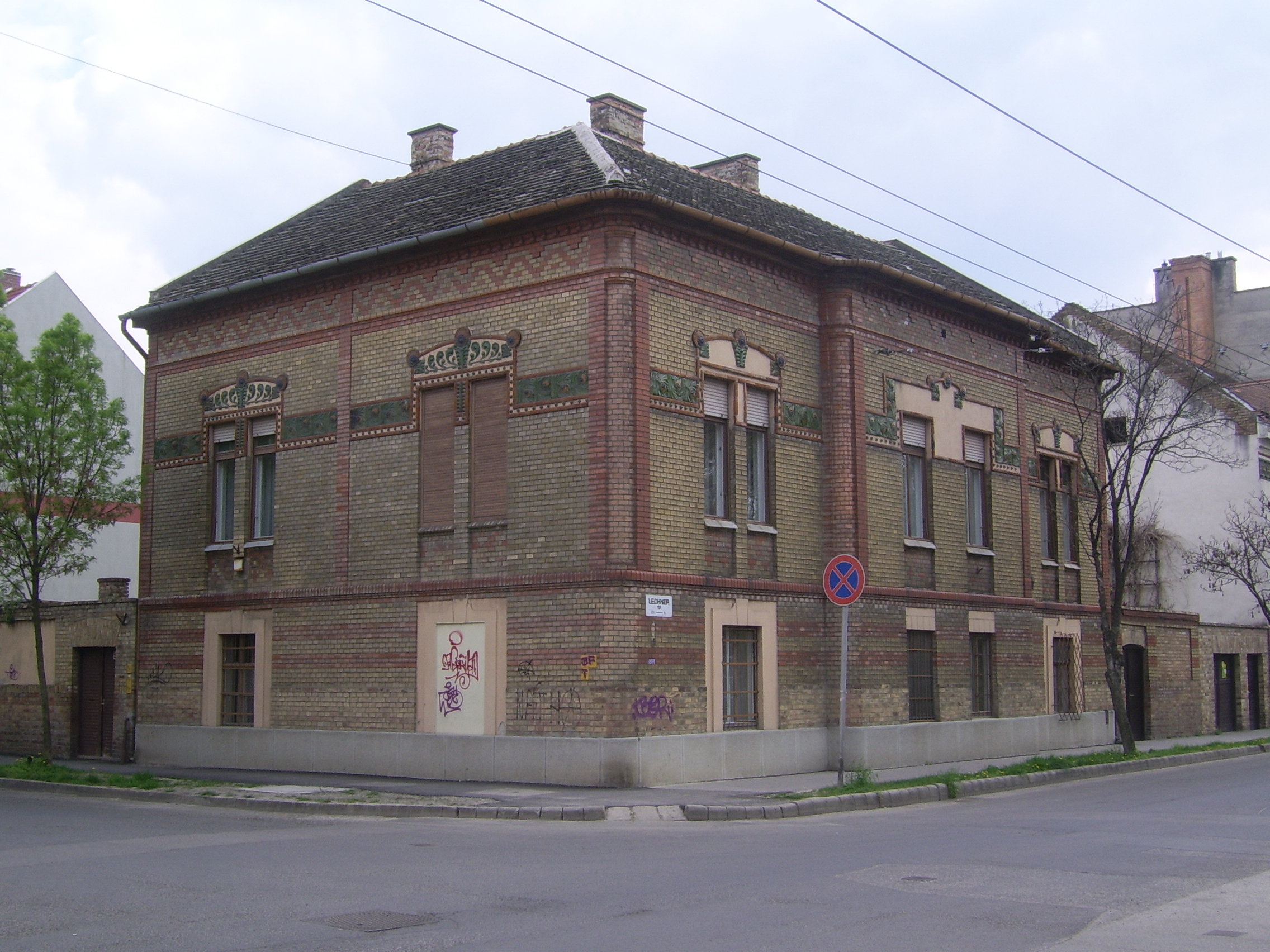
Szígyártó-ház
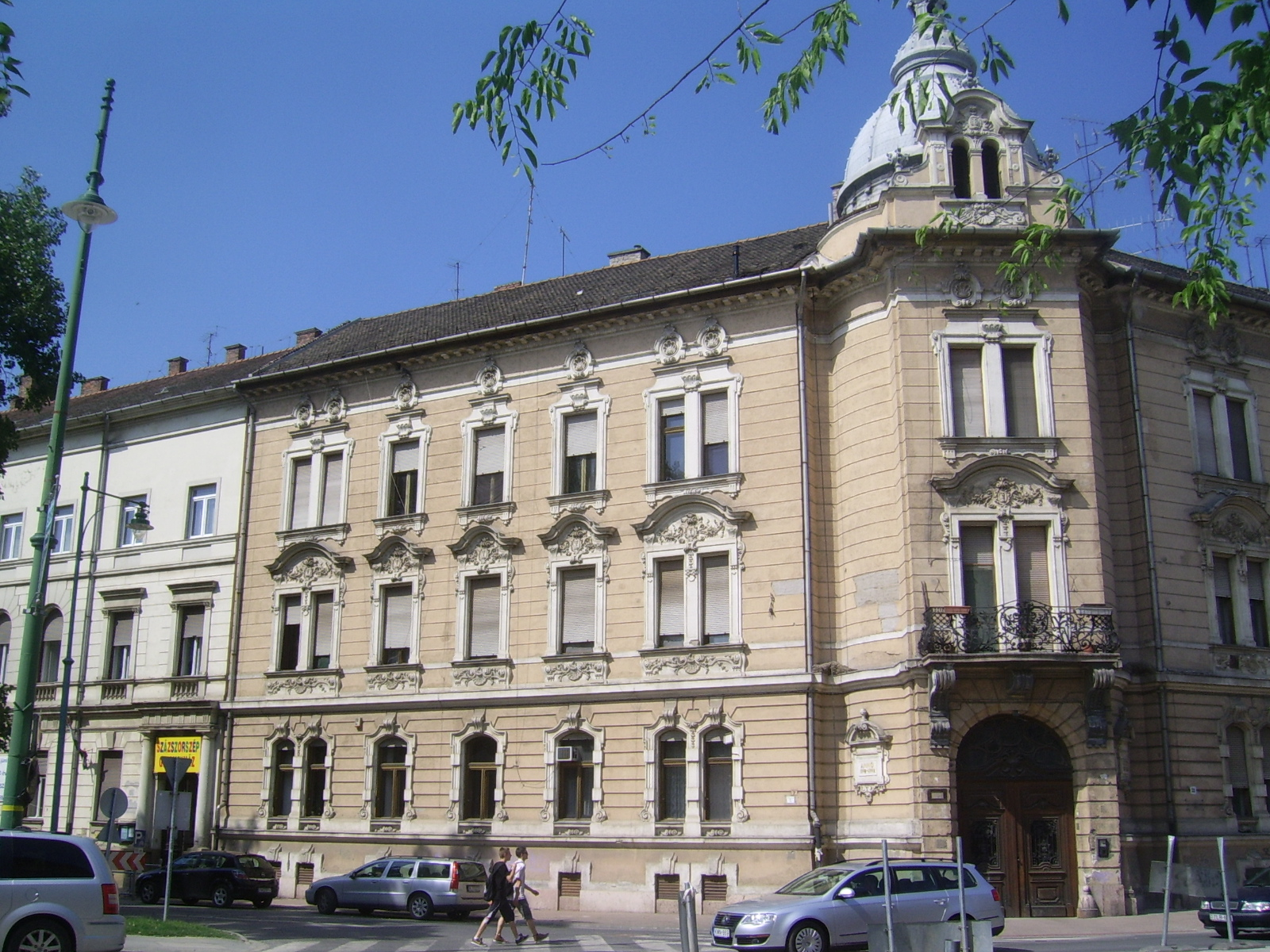
Tóth-palota